# Sara Lidman

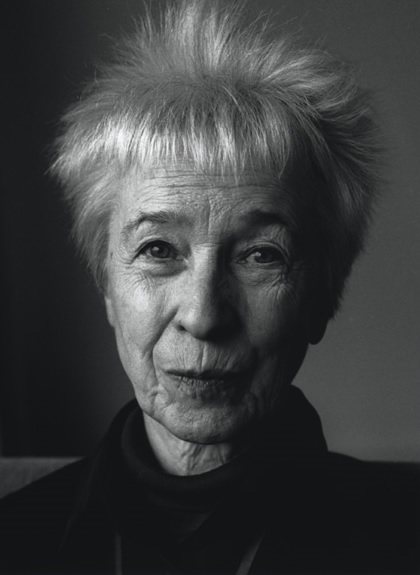
Sara Lidman

Sara Lidman (* 30. Dezember 1923 in Missenträsk; † 17. Juni 2004 in Umeå) war eine schwedische Schriftstellerin.

## Leben
Lidman erzielte 1953 mit ihrem Roman Tjärdalen (dt. Der Teermeiler 1967 und 1974) ihren ersten großen Erfolg. Darin und in den darauf folgenden drei Romanen schildert die Autorin mit großem Pathos die harten Lebensbedingungen der armen Bauern im Inland der nördlichen schwedischen Provinz Västerbotten im 19. Jahrhundert.
Ihr innovativer Sprachgebrauch ist stark geprägt von dialektalen Einflüssen und von der Bibelsprache.
Im Anschluss an die vier ersten Romane schrieb Sara Lidman eine Reihe von Texten mit starkem politischem Inhalt. Sie engagierte sich im Protest gegen den Vietnamkrieg, gegen das südafrikanische Apartheidregime und für den Streik der Grubenarbeiter in Nordschweden und beeinflusste die öffentliche Meinung auf entscheidende Weise. Ab 1977 erschienen fünf Romane, in denen die Kolonisierung Nordschwedens durch den Eisenbahnbau ihre literarische Gestaltung findet. Diese fünf zwischen 1975 und 1985 erschienenen Romane sind als Jernbaneeposet („Das Eisenbahn-Epos“) bekannt und umfassen die Titel Din tjänare hör, Vredens barn, Nabots sten, Den underbare mannen und Järnkronan. Die späteren Titel Lifsens rot und Oskuldens minut sind ebenfalls Romane, die mit dem Thema „Eisenbahn“ in Verbindung stehen, bilden aber keine inhaltliche Fortsetzung zu der Romanserie der Jahre 1977 bis 1985.

## Preise und Auszeichnungen
Sara Lidman wurden viele Ehrungen zuteil, unter anderem die Titel Ehrendoktor und Ehrenprofessor.
Unter anderem hat sie folgende Preise erhalten:
- 1956: BMF-Plakette für Hjortronlandet
- 1961: Dobloug-Preis
- 1977: Großer Preis des Samfundet De Nio
- 1980: Literaturpreis des Nordischen Rates für Vredens barn
- 1987: Hedenvind-Plakette
- 1991: Aniara-Preis
- 1992: Ivar-Lo-Preis
- 1993: Gerard-Bonnier-Preis
- 1997: Litteris et Artibus

## Werke
- Tjärdalen, 1953. Das Teertal. / Der Teermeiler. 1967 und 1974.[2]
- Hjortronlandet, 1955. Im Land der gelben Brombeeren.
- Regnspiran, 1958.
- Bära mistel, 1960.
- Jag och min son, 1961. Ich und mein Sohn, 1969.
- Med fem diamanter, 1964. Mit fünf Diamanten, 1971.
- Samtal i Hanoi, 1966, Reportage. Gespräche in Hanoi, 1967.
- Gruva, 1968, Interviews.
- Marta, Marta, 1970, Drama.
- Din tjänare hör, 1977.
- Vredens barn, 1979.
- Nabots sten, 1981.
- Den underbare mannen, 1983.
- Järnkronan, 1985.
- Lifsens rot, 1996.
- Oskuldens minut, 1999. Die Minute der Unschuld.
- Kropp och själ, 2003.